# Degersjön (Sävars socken, Västerbotten)
Degersjön är en sjö i Umeå kommun i Västerbotten och ingår i Sävaråns huvudavrinningsområde. Sjön har en area på 1,1 kvadratkilometer och ligger 48 meter över havet. Sjön avvattnas av vattendraget Pålböleån. Vid provfiske har bland annat abborre, braxen, gers och gädda fångats i sjön.

## Delavrinningsområde
Degersjön ingår i det delavrinningsområde (710406-173531) som SMHI kallar för Utloppet av Degersjön. Medelhöjden är 51 meter över havet och ytan är 4,13 kvadratkilometer. Räknas de 5 avrinningsområdena uppströms in blir den ackumulerade arean 127,44 kvadratkilometer. Pålböleån som avvattnar avrinningsområdet har biflödesordning 2, vilket innebär att vattnet flödar genom totalt 2 vattendrag innan det når havet efter 20 kilometer. Avrinningsområdet består mestadels av skog (59 procent) och sankmarker (11 procent). Avrinningsområdet har 1,1 kvadratkilometer vattenytor vilket ger det en sjöprocent på 26,6 procent.

## Fisk
Vid provfiske har följande fisk fångats i sjön:
- Abborre
- Braxen
- Gärs
- Gädda
- Lake